# Escala de Jacob

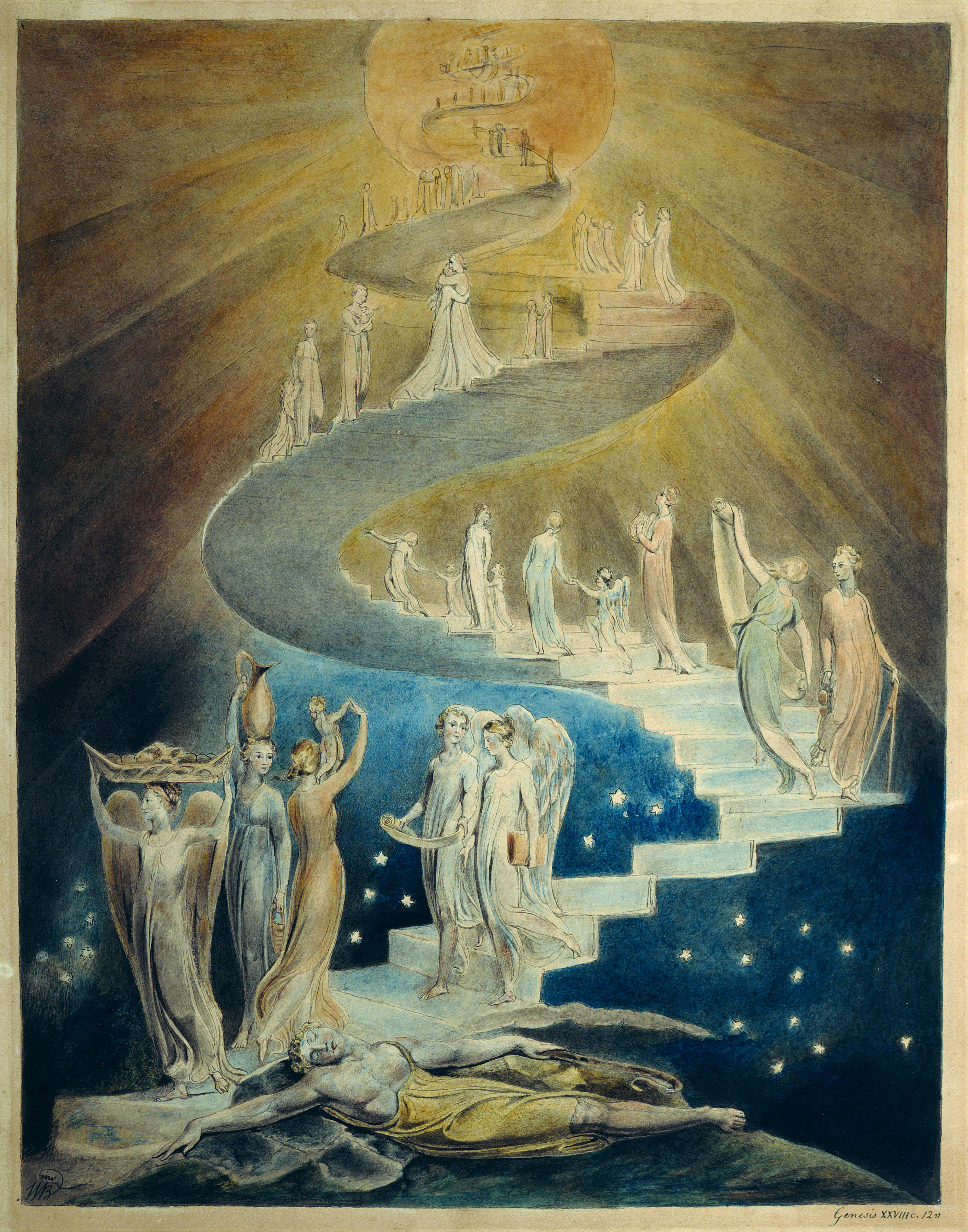
El Somni de Jacob de William Blake (vers 1805, Museu Britànic, Londres)

L'Escala de Jacob és una escala que porta al paradís que segons narra la Bíblia (Gènesi 28, 11-15) el patriarca Jacob va veure durant un somni.
| «                  | Es quedà per passar la nit al lloc, ja que el sol ja s'havia post. Va posar el cap sobre una pedra i s'estirà per dormir. I somiant, va contemplar una escala que s'enfilava des del terra i que al capdamunt arribava al cel. I va contemplar com els àngels de Déu hi pujaven i en baixaven! I va contemplar com el Senyor deia des de dalt: "Jo sóc el Senyor, el Déu del teu avantpassat Abraham i d'Isaac. La terra on et trobes te la donaré a tu i als teus descendents, i els teus descendents seràn tant nombrosos com la pols de la terra. T'estendràs a l'est i a l'oest, i al nord i al sud, i totes les famílies de la terra seràn beneïdes amb tu i els teus descendents.Jo sóc amb tu i et protegiré allà on vagis, i et faré tornar a aquesta terra. No et deixaré fins que no hagi complert tot el que t'he dit." | » |
| — Gènesi 28, 11-15 | |   |